# Samuel Buček
Samuel Buček (* 19. prosince 1998 Nitra) je slovenský profesionální hokejový útočník hrající ve slovenské nejvyšší soutěži za tým HK Nitra.

## Statistiky

### Klubové statistiky
| Sezóna      | Klub                       | Soutěž      |     | Základní část | Základní část | Základní část | Základní část | Základní část |    | Play off | Play off | Play off | Play off | Play off |
| Sezóna      | Klub                       | Soutěž      | Z   | G             | A             | B             | TM            | Z             | G  | A        | B        | TM       |          |          |
| 2015–16     | HK Nitra                   | SHL         | 26  | 1             | 4             | 5             | 4             | —             | —  | —        | —        | —        |          |          |
| 2015–16     | Chicago Steel              | USHL        | 18  | 4             | 6             | 10            | 24            | —             | —  | —        | —        | —        |          |          |
| 2016–17     | Shawinigan Cataractes      | QMJHL       | 52  | 12            | 21            | 33            | 26            | 4             | 0  | 1        | 1        | 0        |          |          |
| 2017–18     | Chicago Steel              | USHL        | 49  | 20            | 24            | 44            | 48            | 5             | 3  | 4        | 7        | 2        |          |          |
| 2018–19     | HK Nitra                   | SHL         | 53  | 30            | 21            | 51            | 20            | 18            | 9  | 5        | 14       | 4        |          |          |
| 2019–20     | KooKoo                     | Liiga       | 5   | 0             | 1             | 1             | 0             | —             | —  | —        | —        | —        |          |          |
| 2019–20     | HK Nitra                   | SHL         | 42  | 15            | 12            | 27            | 36            | —             | —  | —        | —        | —        |          |          |
| 2020–21     | HC Slovan Bratislava       | SHL         | 14  | 5             | 6             | 11            | 4             | 4             | 0  | 2        | 2        | 8        |          |          |
| 2021–22     | HK Nitra                   | SHL         | 50  | 41            | 23            | 64            | 34            | 19            | 13 | 11       | 24       | 18       |          |          |
| 2022–23     | CHK Neftěchimik Nižněkamsk | KHL         | 6   | 0             | 0             | 0             | 0             | —             | —  | —        | —        | —        |          |          |
| 2022–23     | HC Oceláři Třinec          | ČHL         | 36  | 7             | 3             | 10            | 4             | 8             | 0  | 0        | 0        | 0        |          |          |
| 2023–24     | HK Nitra                   | SHL         | 44  | 26            | 31            | 57            | 16            | 21            | 11 | 13       | 24       | 70       |          |          |
| SHL celkově | SHL celkově                | SHL celkově | 229 | 118           | 97            | 215           | 114           | 62            | 33 | 31       | 64       | 100      |          |          |

### Reprezentační statistiky
| Rok                            | Tým                            | Soutěž                         | Z                              | G  | A | B | TM |    |
| ------------------------------ | ------------------------------ | ------------------------------ | ------------------------------ | -- | - | - | -- | -- |
| 2015                           | Slovensko                      | HGC                            | 4                              | 2  | 2 | 4 | 2  |    |
| 2016                           | Slovensko                      | MS-18                          | 5                              | 4  | 1 | 5 | 12 |    |
| 2018                           | Slovensko                      | MSJ                            | 5                              | 3  | 4 | 7 | 0  |    |
| Juniorská reprezentace celkově | Juniorská reprezentace celkově | Juniorská reprezentace celkově | Juniorská reprezentace celkově | 14 | 9 | 7 | 16 | 14 |